# Aeletes fryeri
Aeletes fryeri är en skalbaggsart som först beskrevs av Scott 1913.  Aeletes fryeri ingår i släktet Aeletes och familjen stumpbaggar. Inga underarter finns listade i Catalogue of Life.